# Cypseloides storeri
Cypseloides storeri (лат.) — вид птиц семейства стрижиных. Чёрно-коричневый стриж средних размеров с коротким квадратным хвостом и серыми подбородком, бровями и лбом. Эндемик юго-западной Мексики. Особенности питания и размножения неизвестны.
Вид был описан в 1992 году. Международный союз орнитологов относит данный вид к роду американских стрижей (Cypseloides) и не выделяет подвидов.

## Описание
Стриж средних размеров; длина тела в среднем составляет 14 см, масса — 39,5 г. Тело приземистое; хвост короткий и квадратный, его длина может достигать 42,6 мм. Размеры птиц заметно варьируют. Оперение очень тёмное, чёрно-коричневое с серыми подбородком, бровями и лбом. Половой диморфизм отсутствует. Длина клюва у голотипа составляет 4,8 мм.
Вокализация Cypseloides storeri неизвестна.
Полёт стрижа прямой и тяжёлый. Птицы редко меняют направление, почти постоянно бьют крыльями, прерываясь только на короткие промежутки скольжения до 50 метров, во время которых они держат крылья чуть ниже плоскости тела, как и многие другие стрижи.

### Сравнение с другими видами
Формой и оперением Cypseloides storeri очень сильно напоминает белогорлого американского стрижа (Cypseloides cryptus). Различия заключаются в пропорциях длины хвоста по отношению к длине тела (36,5 у Cypseloides storeri против 34—36 у белогорлого) (схожий механизм используется при идентификации и других американских стрижей). Кроме того, у Cypseloides storeri более светлые перья вокруг глаз и более чёткая граница маски на лице.
Коричневатый оттенок оперения сильно напоминает молодых красношейных американских стрижей (Streptoprocne rutilа), он не такой тёмный, как у взрослых красношейных и чёрных (Cypseloides niger) американских стрижей. Более светлое «лицо» Cypseloides storeri в полёте незаметно. Чёрный американский стриж, с которым его видели в одной стае, заметно крупнее, с более узкими крыльями и длинным хвостом, демонстрирует длительное скольжение. Длина тела у красношейного американского стрижа и Cypseloides storeri почти одинаковая, но голова заметно крупнее, а тело — толще. Крылья шире по всей длине, но у́же у основания, хвост заметно шире и короче, квадратной формы. Кроме того, у красношейного американского стрижа на хвосте в сложенном состоянии заметен небольшой разрез, а у Cypseloides storeri сзади можно увидеть белые кончики второстепенных и внутренних первостепенных маховых перьев. Полёт этих видов также очень похож, но красношейный американский стриж чаще и дольше скользит кругами, расправив хвост, и может быстро менять направление полёта. При этом описавший этот вид Адольфо Наварро (Adolfo G. Navarro S.) с соавторами отметил, что Cypseloides storeri в целом меньше представителей рода Streptoprocne.
Cypseloides storeri крупнее иглохвостов (Chaetura sp.), по сравнению с ними у него более равномерное оперение без светлых пятен на горле и по бокам. От мохноногих (Aeronautes sp.) и вилохвостых (Panyptila sp.) стрижей его отличает отсутствие крупных белых пятен на теле.

## Распространение
Вид обитает на юго-западе Мексики и является эндемиком этого региона. Точные границы ареала и численность вида остаются неясными. По данным Международного союза охраны природы, площадь ареала составляет 86 200 км². Cypseloides storeri предпочитает горные районы на высоте 1500—2500 м над уровнем моря. Птиц наблюдали в горных лесах, в переходной зоне между сухими тропическими лиственными лесами и лесами с преобладанием сосны и дуба, в местах с большим количеством водопадов. Учёные полагают, что горный регион в западной части Мексики является важным центром эндемизма птиц: его эндемиками, помимо Cypseloides storeri, являются такие виды как мексиканский мухоед (Xenotriccus mexicanus), Nyctiphrynus mcleodii, Eupherusa poliocerca, дельтаринхус (Deltarhynchus flammulatus), белогорлая мексиканская сойка (Cyanolyca mirabilis) и Cyanocorax colliei.
На одной территории с Cypseloides storeri обитают также белоголовый (Strepoprocne semicollaris) и красношейный американские стрижи, серобрюхий иглохвост (Chaetura vauxi), белобрюхий мохноногий стриж (Aeronautes saxatalis) и большой вилохвостый стриж (Panyptila sanctihieronymi). Возможно, птицы ведут оседлый образ жизни, так как отметки относятся к февралю, июню, июлю и сентябрю.
Международный союз охраны природы с момента описания относит Cypseloides storeri к видам, для оценки угрозы которым недостаточно данных. При этом численность вида в 2008 году оценивалась организацией Partners in Flight как менее 50 тысяч особей. В Мексике вид находится под охраной государства. Известно только несколько (шесть) экземпляров данного стрижа, которые были получены в штатах Герреро, Мичоакан, Халиско, Колима (штат). Несколько фотографий были сделаны 24 января 2012 года в окрестностях Эль-Туито в штате Халиско. По неподтверждённым данным, в разные годы одну или нескольким птиц отмечали в крупных стаях.

## Питание
Особенности охоты и рациона неизвестны. 12 сентября 1995 года в районе города Такамбаров штате Мичоакан на высоте 1200 метров была отмечена охотящаяся стая приблизительно из ста птиц, одной из которых, по мнению учёных, была Cypseloides storeri. Другими птицами в стае были 80—90 красношейных американских стрижей, четыре чёрных американских стрижа (либо Cypseloides niger borealis, либо Cypseloides niger costaricensis) и один серобрюхий иглохвост.

## Размножение
О размножении Cypseloides storeri почти ничего не известно. У экземпляра стрижа, полученного в июне, были увеличенные семенники: возможно, птица была готова к сезону размножения.
Предположительно, птиц видели в одних стаях с белоголовым и красношейным американскими стрижами, когда они залетали под водопад для ночлега. Возможно, как и другие представители подсемейства Cypseloidinae, они гнездятся на скалах около водопадов.

## Систематика
Вид был описан Адольфо Наварро (Adolfo G. Navarro S.), Таунсендом Петерсоном (A. Townsend Peterson), Патрисией Эскаланте (B. Patricia Escalante P.) и Эсикио Бенитесом (Hesiquio Beniteс D.) в 1992 году на основе экземпляра, полученного в штате Герреро в 1983 году и хранящегося в музейной коллекции Национального автономного университета Мексики. Был назван в честь американского орнитолога Роберта Уинтропа Сторера (1914—2008), который внёс большой вклад в изучение птиц региона. Учёные полагают, что Cypseloides storeri находится в близком родстве с белогорлым (Cypseloides cryptus), некоторые авторы рассматривают его как подвид последнего.
Международный союз орнитологов относит данный вид к роду американских стрижей (Cypseloides) и не выделяет подвидов.